# Jacek Wszoła
Jacek Roman Wszoła (Varsavia, 30 dicembre 1956) è un ex altista polacco, medaglia d'oro alle Olimpiadi di Montreal del 1976 e medaglia d'argento alle Olimpiadi di Mosca del 1980.

## Biografia
Jacek Wszoła è il più famoso saltatore in alto polacco, e ha preso parte a due Olimpiadi. Alle Olimpiadi di Montréal 1976, durante una gara caratterizzata da una pedana bagnata dalla pioggia, ha vinto a sorpresa la medaglia d'oro con la misura di 2,25 m, superando atleti molto più quotati, tra i quali lo statunitense Dwight Stones, dato per favorito alla vigilia. Alle Olimpiadi di Mosca 1980 ha conquistato la medaglia d'argento dietro al tedesco orientale Gerd Wessig. Sempre nel 1980 ha stabilito il record mondiale di salto in alto con la misura di 2,35 m.